# Polietes lardarius
Polietes lardarius är en tvåvingeart som först beskrevs av Fabricius 1781.  Polietes lardarius ingår i släktet Polietes, och familjen husflugor. Arten är reproducerande i Sverige.

## Bildgalleri

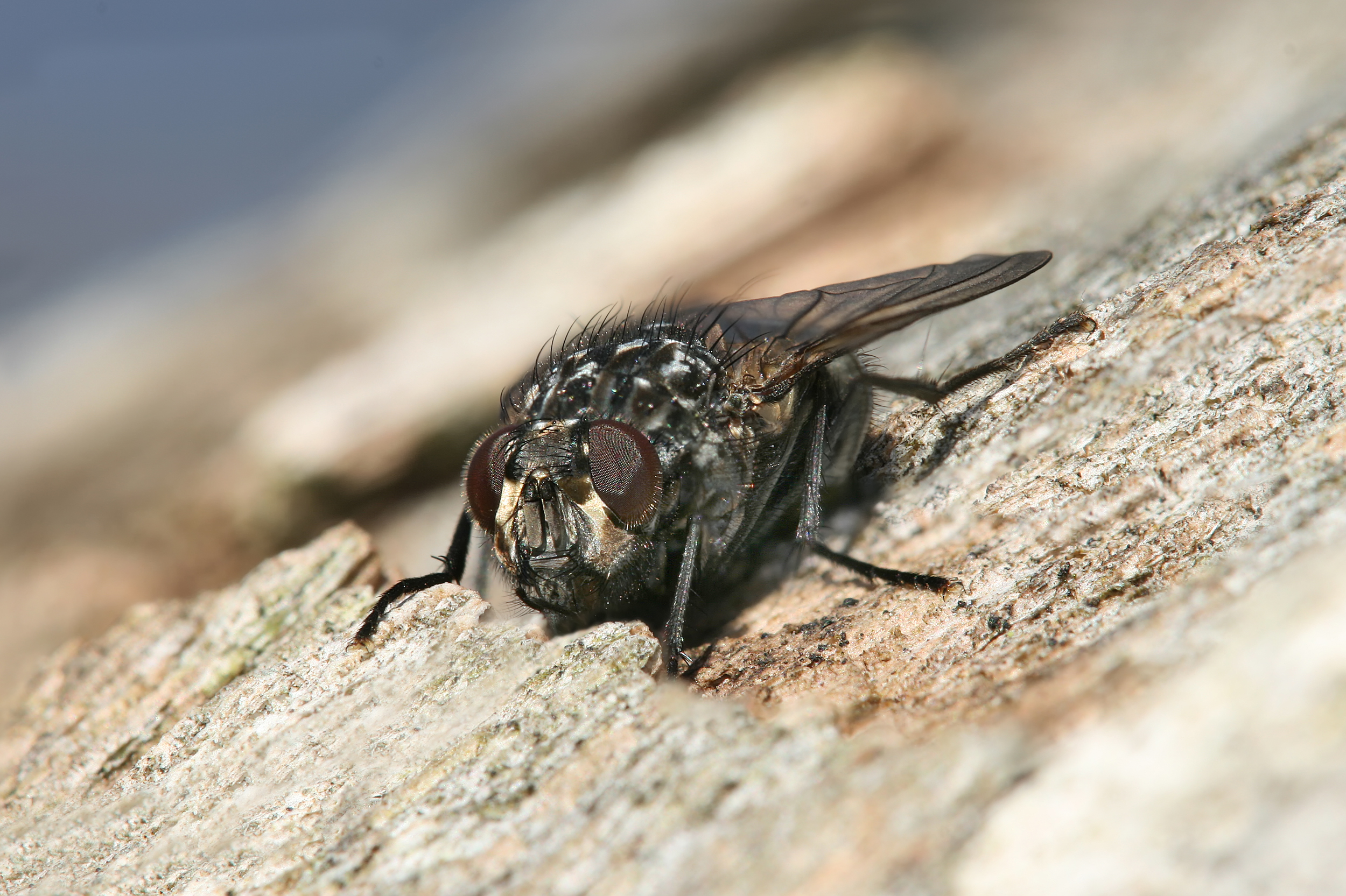
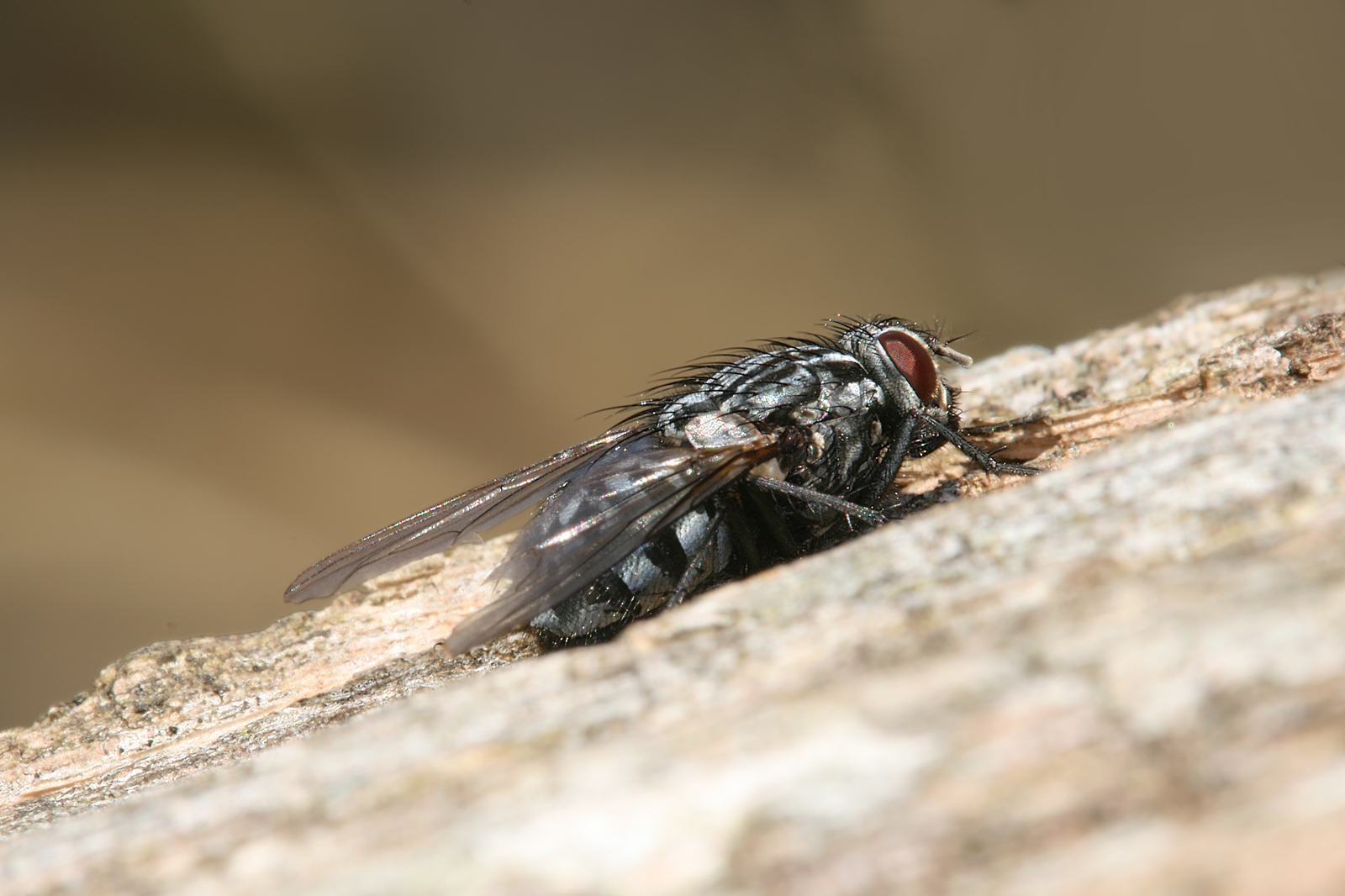
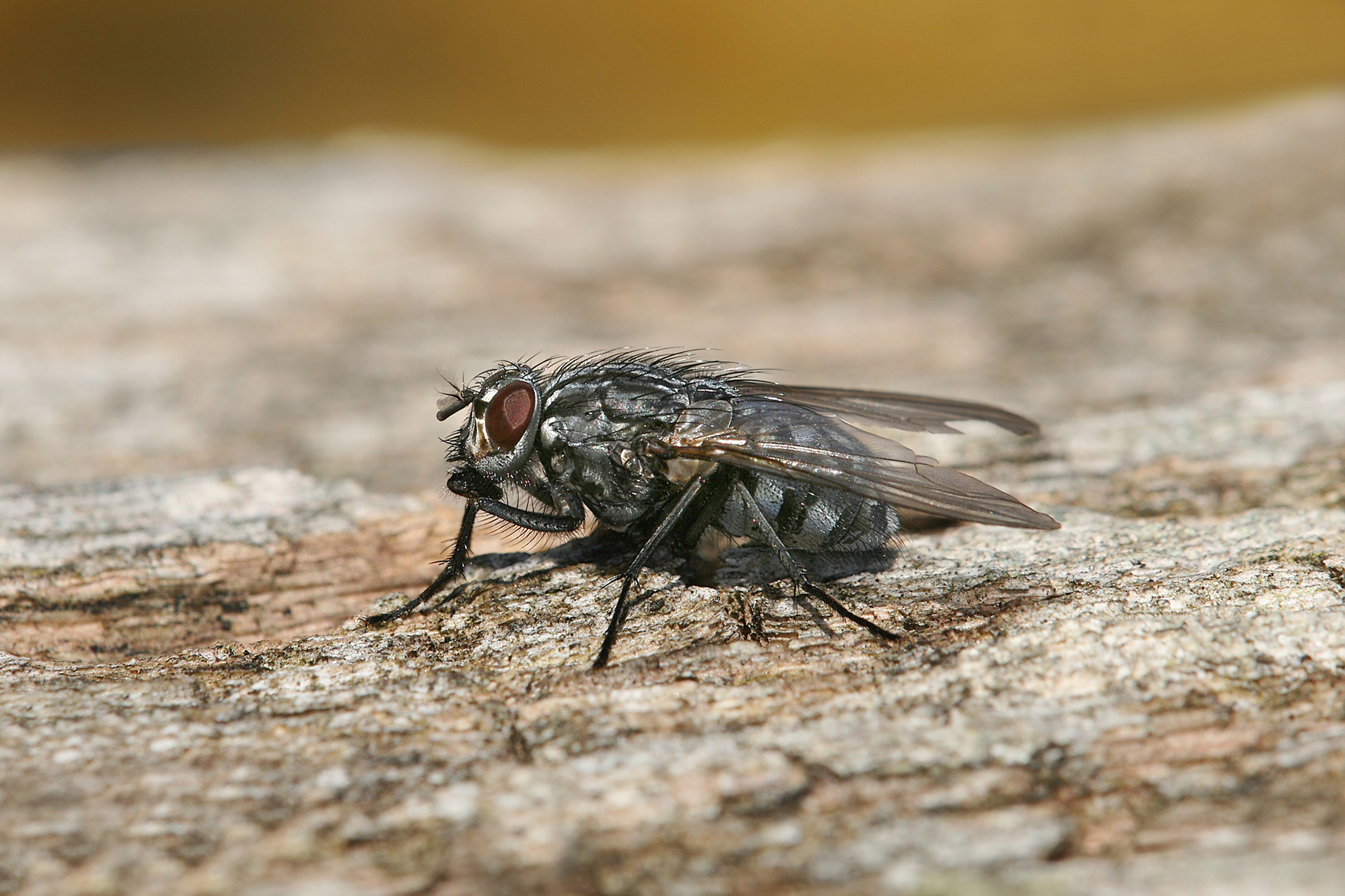
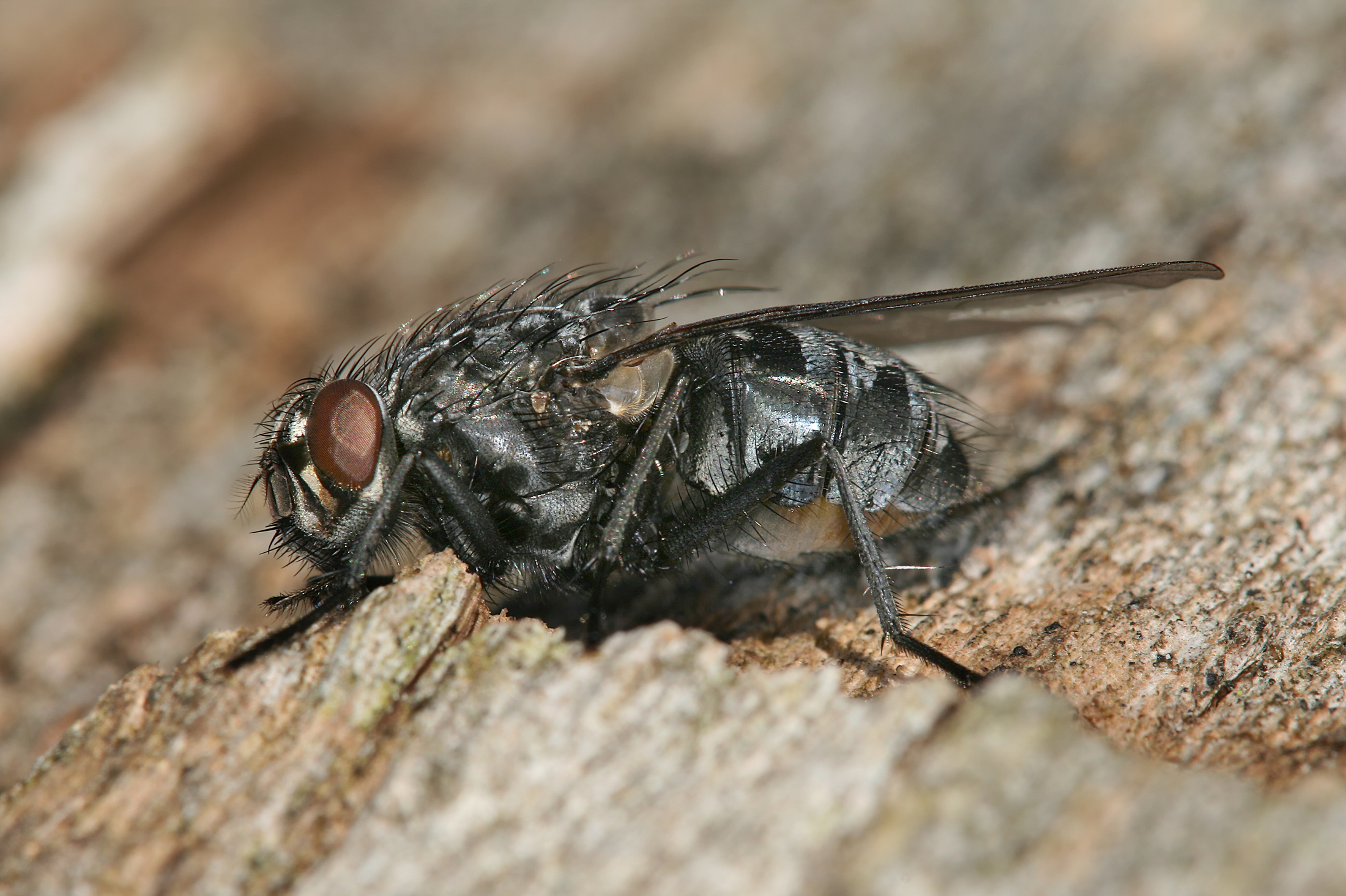
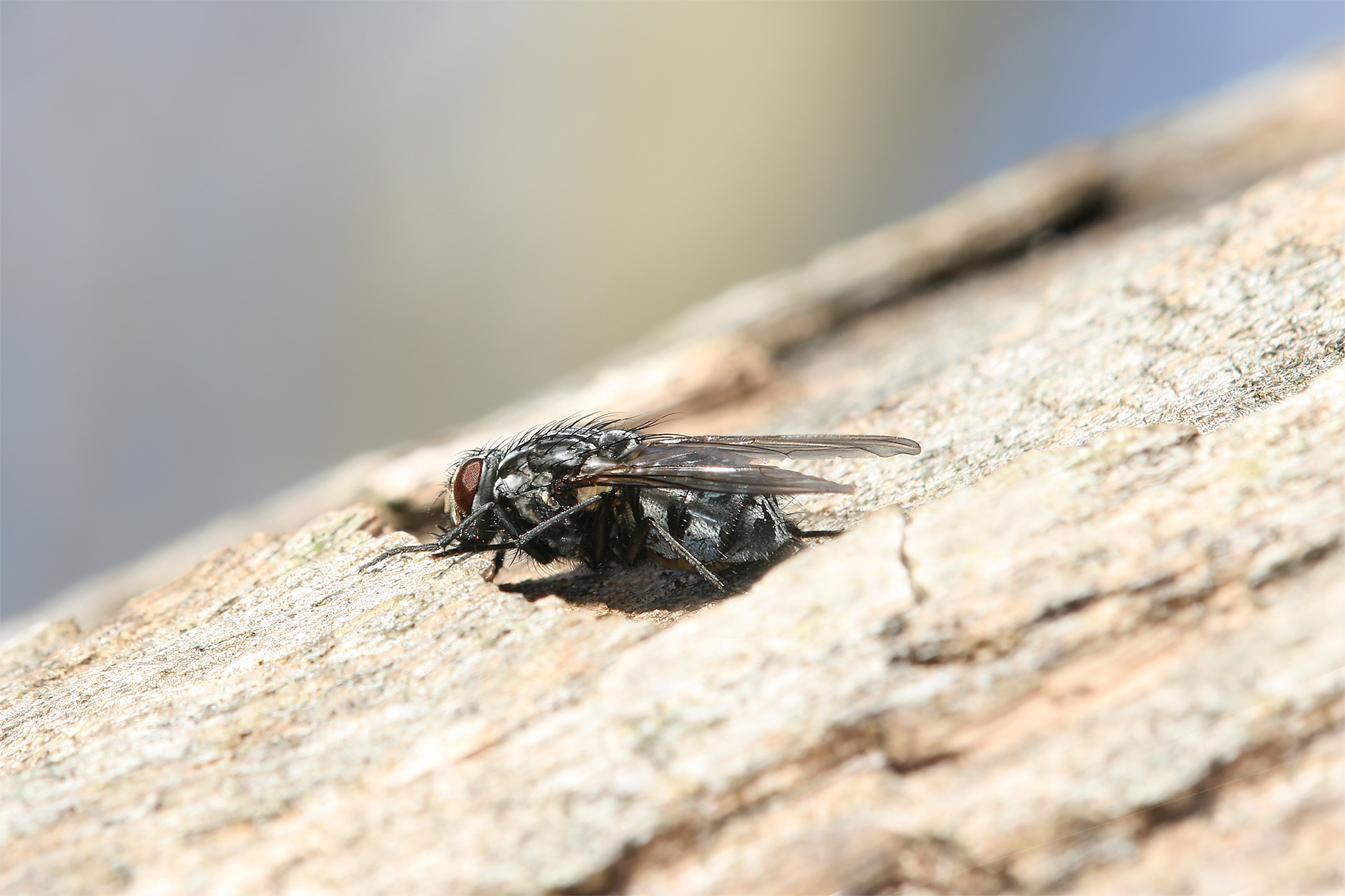
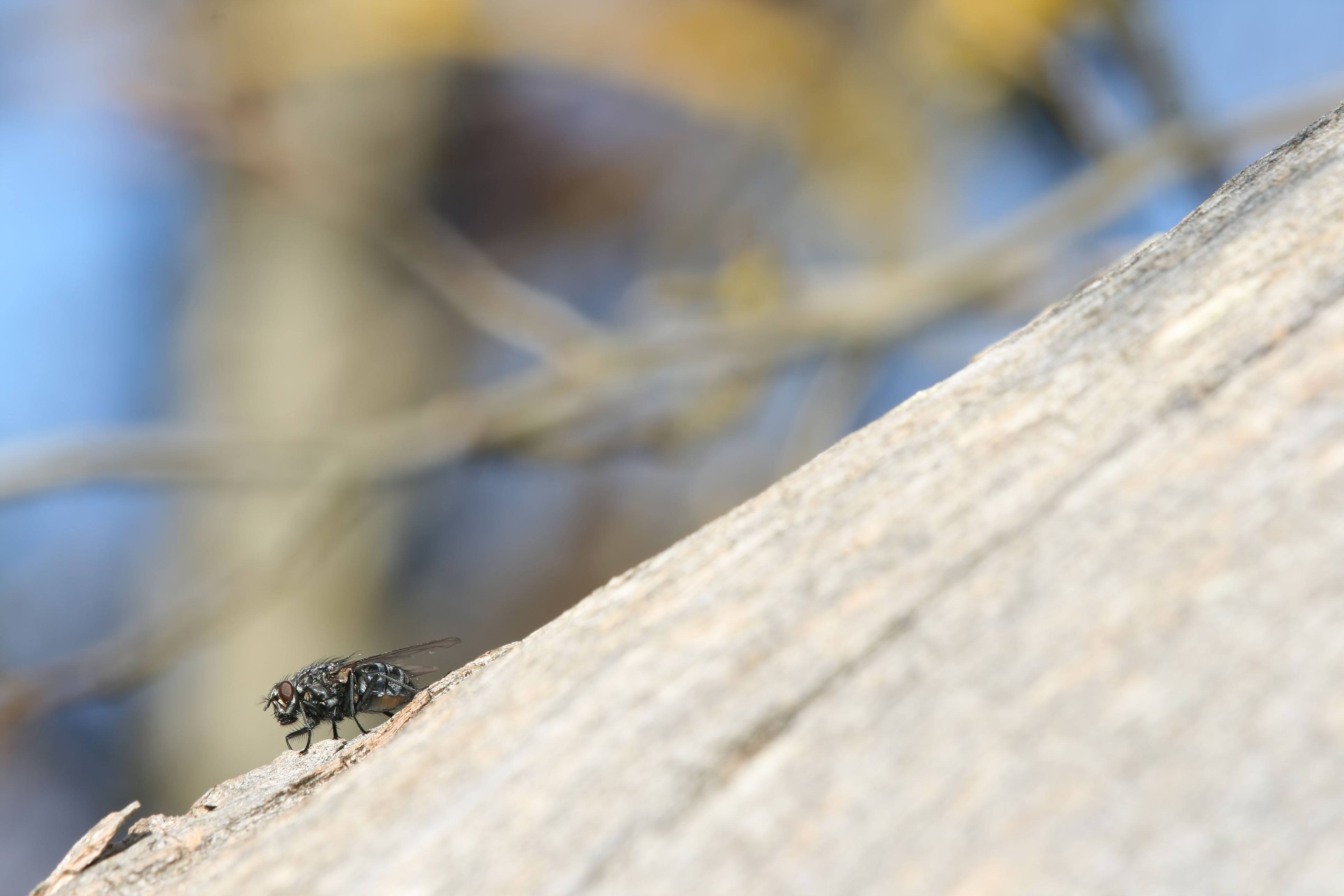